# 相変異 (細菌)
相変異（そうへんい、英: phase variation, phase polymorphism）とは、ランダムな突然変異を必要とせずに急速に変化する環境に対処するための、生物学的な現象の一つである。相変異では、細菌集団内の各部分集団において、On-Offスイッチングによるタンパク質発現変動が起きる。古典的な突然変異率よりもはるかに高い頻度（場合によっては>1 %）で表現型の切り替えが起きる可能性がある。相変異は、細胞集団に不均一性をもたらすため、例えば病原性細菌の生態を考える上で重要である。以前は免疫回避の文脈で研究が進められてきたが、病原性細菌以外の微生物でも相変異が広くみられることから、サルモネラ種を含むさまざまな細菌種において研究が進められている。
サルモネラ属菌における相変異では、さまざまな種類のフラジェリンタンパク質を切り替え、その結果として異なる構造のべん毛が組み立てられる。宿主側で特定のフラジェリンタイプに対する適応応答が進んだり、または宿主の適応免疫システムが特定タイプのフラジェリンを攻撃されるようになった時、相変異によってフラジェリンタイプを切り替えることで、以前のタイプでは高親和性を示していた抗体やTCR、BCRからの攻撃を回避することができるようになる。このメカニズムを利用して、サルモネラ菌は宿主からの免疫応答により集団が全滅することを回避している。サルモネラ属菌の他に大腸菌 (Escherichia coli) や淋菌 (Neisseria gonorrhoeae) などで認められる。

## 部位特異的組換え
部位特異的組換えは通常、組換え配列内の短い単一の標的部位で起こる。これが発生するためには、通常、1つまたは複数の補因子（例えばDNA結合タンパク質など）と部位特異的リコンビナーゼが必要となる。組み換えにより、遺伝子産物の構造に影響がでたり、プロモーターまたは調節エレメントの空間配置の変更によって遺伝子発現が変化する場合がある。

### 反転
リコンビナーゼを利用することにより、特定のDNA配列が反転し、その結果、このスイッチ内またはその隣にある遺伝子のオンからオフへのスイッチが生成される。多くの細菌種は、特定の遺伝子の発現を変化させるようにこの反転を利用する。反転イベントは、大腸菌の線毛の発現のように単一遺伝子の発現のトグルとして簡単に機能する場合もあれば、ネズミチフス菌のように様々なフラジェリン合成に係わる複数遺伝子の発現を変化させるような複雑な場合もある。大腸菌におけるI型線毛による線毛接着は、感染の段階に応じて、線毛の主要なサブユニットであるfimAの発現を調節するために部位特異的な反転を受ける。可逆要素として、方向に応じてfimAの転写をオンまたはオフにするプロモーターが含まれる。反転は、2つのリコンビナーゼ、FimBとFimE、および調節タンパク質H-NS、統合ホスト因子（IHF）とロイシン応答タンパク質（LRP）によって媒介される。FimEリコンビナーゼは発現システムをオンからオフへと切り替える一方高の機能しか持たないが、FimBは両方向の切り替えを仲介することができる。

### 挿入-切除
正確な切除と元配列の復元ができる場合、トランスポゾン（転位）による可逆的な相変異が起きる場合がある。トランスポゾンによって媒介される相変異は、特定のDNA配列を標的とする。例えばP. atlanticaには細胞外多糖をコードするeps遺伝子座が含まれており、この遺伝子座のONまたはOFFの発現は、IS492の有無によって制御されている。MooVとPivによってコード化された2つのリコンビナーゼは、それぞれeps遺伝子座の挿入要素IS492の正確な切除と挿入を仲介する。IS492が切除されると、円形の染色体外要素（extrachromosome）になり、epsの発現が回復する。
部位特異的なDNA再配列のより複雑な例としては、Salmonella typhimuriumのべん毛が挙げられる。通常の段階では、プロモーター配列はH2べん毛遺伝子の発現を促進し、H1べん毛遺伝子はリプレッサーの働きにより抑制されている。このプロモーター配列がhin遺伝子によって反転されることでリプレッサーがオフになり、H2と共にH1が発現するようになる。

## 遺伝子変換
相変異のもう1つの例として、遺伝子変換があり、この例はNeisseria gonorrhoeaeのIV型線毛の制御で見られる。この線毛をコードする遺伝子（Pil遺伝子）には複数コピーがあるが、一度に発現するのは1つだけである。これはPilE遺伝子と呼ばれる。この遺伝子のサイレントバージョンであるPilSは、相同組換えを使用してPilE遺伝子の一部と結合し、異なる表現型を作成することができる。これにより、最大10,000,000の異なる線毛の表現型が可能となる 。

## エピジェネティック修飾–メチル化
上述の他のメカニズムとは異なり、エピジェネティック修飾による相変異では、DNA配列（遺伝子型）の変更を伴わずに表現型のみが変更される。すなわち、ゲノムの完全性は損なわれず、DNA化学修飾の変化により転写因子の結合が変化される。その結果、転写が調節され、遺伝子発現が切り替わる。大腸菌の外膜タンパク質抗原43（Ag43）は、DNAメチル化酵素（デオキシアデノシンメチルトランスフェラーゼ；Dam）と酸化ストレスレギュレーターOxyRの2つのタンパク質によって媒介される相変異によって制御される。細胞表面にあるAg43は、Agn43遺伝子（以前はfluと呼称されていた）によってコードされており、バイオフィルムの構築や感染症の理解に重要である。Agn43の発現は、レギュレータータンパク質OxyRの結合に依存している。OxyRがプロモーターと重複するAgn43の調節領域に結合すると、転写を阻害する。転写のONフェーズは、 Agn43遺伝子（OxyR結合部位と重複する）の最初のGATC配列をDamがメチル化することに依存している。DamがGATC部位をメチル化すると、OxyRの結合が阻害され、Ag43の転写が可能になる。 

## 分割DNA鎖のミスペアリング
スリップストランドミスペアリング（Slipped strand mispairing; SSM）は、 DNA合成中に母鎖と娘鎖の間で短反復配列のミスペアリングが生成されるプロセスである。このRecAに依存しないメカニズムは、 DNA複製またはDNA修復のいずれかで発生する可能性があり、リーディング鎖とラギング鎖の両方で存在する可能性がある。SSMは、短反復配列の数を増減させる可能性がある。短反復配列は1〜7ヌクレオチドであり、単一あるいは複数種類の組み合わせで反復DNA配列を形成する。
SSMの結果として、遺伝子発現の変化が引き起こされることがある。すなわち、プロモーターに関連する短反復配列が増加・減少することにより、転写や翻訳のレベルが調節され、最終的に1つまたは複数の遺伝子のオン・オフ切り替えを引き起こす。
転写調節（右図の下部分）は複数の方法で起こり得る。1例は、リピートがRNAポリメラーゼ結合部位のプロモーター領域（遺伝子の-10および-35上流）にある場合である。日和見病原体インフルエンザ菌は、2つの異なる方向のプロモーターと線毛遺伝子hifAとhifBを持っている。重複するプロモーター領域には、-10および-35配列にジヌクレオチドTAの繰り返しがある。SSMを介して、TAリピート領域は２塩基単位で増加・減少を受けることができ、その結果、 hifAおよびhifBの転写の可逆的なON/OFFが生じる。
SSMが転写調節を誘導する2番目の方法は、プロモーターの外側にある短い反復配列を変更することである。短反復配列に変化があると、アクチベーターやリプレッサーなどの調節タンパク質の結合にも影響を与える可能性がある。また、mRNAの転写後安定性に違いをもたらす可能性もある。
短反復配列が遺伝子コード領域（図の上部）にある場合、タンパク質の翻訳はSSMによって制御されることがある。オープンリーディングフレームの繰り返し数を変更することで、翻訳時に本来よりも早くに終止コドンを登場させて翻訳を停止させたり、タンパク質自体の配列を変更することでコドン配列に影響を与える可能性がある。これはしばしば、部分的なタンパク質や機能しないタンパク質をもたらす。